# 1969年の音楽
1969年の音楽（1969ねんのおんがく）では、1969年（昭和44年）の音楽分野の動向についてまとめる。
1968年の音楽-1969年の音楽-1970年の音楽

## 概要・出来事
- この年のビルボード年間チャートのベスト5は以下のとおり。

1. アーチーズ 「シュガー・シュガー（Sugar, Sugar）」
2. フィフス・ディメンション 「輝く星座/レット・ザ・サンシャイン・イン」[1]
3. テンプテーションズ[注 1] 「悲しいへだたり（I Can't Get Next to You）」
4. ローリング・ストーンズ 「ホンキー・トンク・ウィメン」
5. スライ&ザ・ファミリー・ストーン 「エヴリデイ・ピープル」

## 詳細
- 8月15日〜17日（18日早朝）（現地時間） -  アメリカ合衆国・ニューヨーク州サリバン郡ベセルで、野外ロック・フェスティバル『ウッドストック・フェスティバル』開催[2]。
- 12月31日
  - 第11回日本レコード大賞　いいじゃないの幸せならば／佐良直美
最優秀歌唱賞　森進一／港町ブルース、最優秀新人賞　ピーター／夜と朝のあいだに
  - 第20回NHK紅白歌合戦

## 洋楽シングル
| - ビートルズ 「ゲット・バック / ドント・レット・ミー・ダウン」 「カム・トゥゲザー / サムシング」「ジョンとヨーコのバラード」 - ローリング・ストーンズ 「ホンキー・トンク・ウィメン / 無情の世界」 - クリーデンス・クリアウォーター・リバイバル 「プラウド・メアリー」 「フォーチュネイト・サン」 「バッド・ムーン・ライジング」 - ジェームス・ブラウン 「マザー・ポップコーン」 - フィフス・ディメンション 「輝く星座/レット・ザ・サンシャイン・イン」「ウェディング・ベル・ブルース」 - スライ&ザ・ファミリー・ストーン「エヴリデイ・ピープル」 「ホット・ファン・イン・ザ・サマータイム」 - マーヴィン・ゲイ 「恋とはこんなもの」「ハートがいっぱい」 - スリー・ドッグ・ナイト 「ワン」 - プラスティック・オノ・バンド 「平和を我等に」 - サイモン&ガーファンクル 「ボクサー」 - ジュニア・ウォーカー&ジ・オール・スターズ 「ワット・ダズ・イット・テイク (トゥ・ウィン・ユア・ラヴ)」 - トミー・ジェイムス&ザ・ションデルズ 「クリムズンとクローバー」 「クリスタル・ブルー・パースエイジョン」 - ゾンビーズ 「ふたりのシーズン」 - ピーター・ポール&マリー 「悲しみのジェット・プレーン」 - グレン・キャンベル 「ガルベストン」 「トライ・ア・リトル・カインドネス」 - ニルソン 「うわさの男」 「孤独のニューヨーク」 - B・J・トーマス 「雨にぬれても」 - セルジュ・ゲンスブールとジェーン・バーキン 「ジュ・テーム・モワ・ノン・プリュ」 - ヤングブラッズ 「ゲット・トゥゲザー」 - テンプテーションズ 「悲しいへだたり」「クラウド・ナイン」 - スティーヴィー・ワンダー 「マイ・シェリー・アモール」 - ジャクソン5 「帰ってほしいの」 - ボブ・ディラン 「今宵はきみと」 - ニール・ダイアモンド 「スイート・キャロライン」 - メリー・ホプキン 「グッドバイ」 - ザ・フー 「ピンボールの魔術師」 - スモール・フェイセス 「アフターグロウ」 - ホリーズ 「ごめんねスザンヌ」「兄弟の誓い」 - キャス・エリオット 「メイク・ユア・オウン・カインド・オブ・ミュージック」 - キング・クリムゾン 「クリムゾン・キングの宮殿」 - ジェファーソン・エアプレイン 「ヴォランティアーズ / ウィ・キャン・ビー・トゥゲザー」 - ハンブル・パイ 「あいつ」 - トニー・ジョー・ホワイト 「ポーク・サラダ・アニー」 - ジャッキー・デシャノン 「恋をあなたに」 - ザ・バンド 「ラグ・ママ・ラグ」 | - クロスビー、スティルス&ナッシュ 「組曲: 青い眼のジュディ」 「マラケッシュ行急行 / どうにもならない望み」 - バーズ 「イージー・ライダーのバラード」 - ヴァニティ・フェア 「夜明けのヒッチ・ハイク」 - ルーファス・トーマス 「ドゥ・ザ・ファンキー・チキン」 - ブッカー・T&ザ・MG's 「タイム・イズ・タイト」 - デズモンド・デッカー&ジ・エーシズ 「イスラエルちゃん」 - ダイアナ・ロス&ザ・スプリームス 「またいつの日にか」 - フェアポート・コンヴェンション 「二人のわかれ」 - ブラッド・スウェット・アンド・ティアーズ 「アンド・ホエン・アイ・ダイ」「スピニング・ホイール」 - ニーナ・シモン 「スザンヌ」「トゥー・ビー・ヤング・ギフティッド・アンド・ブラック」 - アイズレー・ブラザーズ 「イッツ・ユア・シング」 - ダニエル・ビダル 「天使のらくがき」（日本） - サンダークラップ・ニューマン 「サムシング・イン・ジ・エアー」 - ノーマン・グリーンバウム 「スピリット・イン・ザ・スカイ」 - ジュディ・コリンズ 「チェルシーの朝」 - チキン・シャック 「アイド・ラザー・ゴー・ブラインド」 - ティム・ハーディン 「自由の広場」 - エディ・ホールマン 「ヘイ・ゼア・ロンリー・ガール」 - フレンズ・オブ・ディスティンクション 「グレイジング・イン・ザ・グラス」「ゴーイング・イン・サークルズ」 - ゼーガーとエバンズ 「西暦2525年」 - エドウィン・ホーキンズ・シンガーズ 「オー・ハッピー・デイ」 - ヘンリー・マンシーニ楽団 「ロミオとジュリエット」 - デヴィッド・ラフィン 「夢なき世界」 - アーチーズ 「シュガー・シュガー」 - トミー・ロウ 「ディジー」 - デルズ 「オー・ワット・ア・ナイト」 - スティーム 「ナナ・ヘイ・ヘイ・キス・ヒム・グッバイ」 - レッド・ツェッペリン 「グッド・タイムズ・バッド・タイムズ」 - エルヴィス・プレスリー 「サスピシャス・マインド」「イン・ザ・ゲットー」 - ザ・ビーチ・ボーイズ 「アイ・キャン・ヒア・ミュージック」 |

## 洋楽アルバム
| - ビートルズ 『アビイ・ロード』『イエロー・サブマリン』 - ローリング・ストーンズ 『レット・イット・ブリード』 - ニール・ヤング 『ニール・ヤング』 - クロスビー、スティルス&ナッシュ 『クロスビー、スティルス&ナッシュ』 - アレサ・フランクリン 『ソウル'69』 - フランク・ザッパ 『ホット・ラッツ』 - ジャニス・ジョプリン 『コズミック・ブルースを歌う』 - フェアポート・コンヴェンション 『リージ・アンド・リーフ』 - ジェファーソン・エアプレイン 『ヴォランティアーズ』 - ボブ・ディラン 『ナッシュヴィル・スカイライン』 - スライ&ザ・ファミリー・ストーン 『スタンド!』 - ヴェルヴェット・アンダーグラウンド 『ヴェルヴェット・アンダーグラウンド』 - クリーデンス・クリアウォーター・リバイバル 『バイユー・カントリー』 - グレイトフル・デッド 『ライヴ/デッド』 - キング・クリムゾン 『クリムゾン・キングの宮殿』 - マイク・ブルームフィールドとアル・クーパー 『フィルモアの奇蹟』 - レッド・ツェッペリン 『レッド・ツェッペリン I』『レッド・ツェッペリン II』 - ザ・フー 『トミー』 | - フリートウッド・マック 『イングリッシュ・ローズ』 - アイアン・バタフライ 『ボール』 - モビー・グレープ 『モビー・グレイプ69』 - ドノヴァン 『バラバジャガ』 - キャプテン・ビーフハート・アンド・ヒズ・マジック・バンド 『トラウト・マスク・レプリカ』 - コロシアム 『コロシアム・ファースト・アルバム』 - トミー・ジェームズ&ザ・ションデルズ『クリムゾン&クローバー』 - ドクター・ジョン 『バビロン』 - プロコル・ハルム 『ソルティ・ドッグ』 - ニーナ・シモン 『トゥ・ラヴ・サムバディ』 - ブリジット・フォンテーヌ 『ラジオのように』（フランス） - ザ・バンド 『ザ・バンド』 - マイルス・デイヴィス 『イン・ア・サイレント・ウェイ』 - ジョニ・ミッチェル 『青春の光と影』 - シャッグス 『フィロソフィー・オブ・ザ・ワールド』 |

## 総合シングル・ランキング
年間TOP50
- データ集計会社 オリコン

※1968年12月2日付 - 1969年11月24日付
- 1位 由紀さおり：「夜明けのスキャット」
- 2位 森進一：「港町ブルース」
- 3位 いしだあゆみ：「ブルー・ライト・ヨコハマ」
- 4位 ピンキーとキラーズ：「恋の季節」
- 5位 皆川おさむ：「黒ネコのタンゴ」
- 6位 森山良子：「禁じられた恋」
- 7位 青江三奈：「池袋の夜」
- 8位 内山田洋とクール・ファイブ：「長崎は今日も雨だった」
- 9位 カルメン・マキ：「時には母のない子のように」
- 10位 青江三奈：「長崎ブルース」
- 11位 ザ・キング・トーンズ：「グッド・ナイト・ベイビー」
- 12位 はしだのりひことシューベルツ：「風」
- 13位 ピンキーとキラーズ：「涙の季節」
- 14位 森進一：「年上の女」
- 15位 奥村チヨ：「恋の奴隷」
- 16位 鶴岡雅義と東京ロマンチカ：「君は心の妻だから」
- 17位 メリー・ホプキン：「悲しき天使」
- 18位 弘田三枝子：「人形の家」
- 19位 佐川満男：「今は幸せかい」
- 20位 北島三郎：「仁義」
- 21位 伊東ゆかり：「知らなかったの」
- 22位 佐良直美：「いいじゃないの幸せならば」
- 23位 トワ・エ・モワ：「或る日突然」
- 24位 ジリオラ・チンクェッティ：「雨」
- 25位 ヒデとロザンナ：「愛の奇跡」
- 26位 ザ・タイガース：「青い鳥」
- 27位 ピンキーとキラーズ：「七色のしあわせ」
- 28位 小川知子：「初恋のひと」
- 29位 森進一：「おんな」
- 30位 ピンキー&フェラス：「マンチェスターとリバプール」
- 31位 浅丘ルリ子：「愛の化石」
- 32位 黛ジュン：「雲にのりたい」
- 33位 新谷のり子：「フランシーヌの場合」
- 34位 フィフス・ディメンション：「輝く星座/レット・ザ・サンシャイン・イン」
- 35位 ブルーベル・シンガーズ：「昭和ブルース」
- 36位 水前寺清子：「三百六十五歩のマーチ（ワン・ツー・パンチ）」
- 37位 ゼーガーとエバンズ：「西暦2525年」
- 38位 アン真理子：「悲しみは駈け足でやってくる」
- 39位 ザ・タイガース：「Smile For Me」
- 40位 フランシス・レイ・オーケストラ：「白い恋人たち」
- 41位 ゾンビーズ：「二人のシーズン」
- 42位 ザ・タイガース：「美しき愛の掟」
- 43位 ジャッキー吉川とブルーコメッツ：「さよならのあとで」
- 44位 オックス：「スワンの涙」
- 45位 ザ・ドリフターズ：「ミヨちゃん」
- 46位 黛ジュン：「夕月」
- 47位 中山千夏：「あなたの心に」
- 48位 千昌夫：「君がすべてさ」
- 49位 いしだあゆみ：「今日からあなたと」
- 50位 サウンドトラック：「ロミオとジュリエット」

## 主な音楽賞

### 第11回日本レコード大賞
| 賞                            | 受賞作・受賞者 |
| ----------------------------- | --- |
| 第11回日本レコード大賞        | - 大賞 - いいじゃないの幸せならば／佐良直美 - 最優秀歌唱賞 - 港町ブルース／森進一 - 最優秀新人賞 - 夜と朝のあいだに／ピーター - 歌唱賞 - 池袋の夜／青江三奈 - 人形の家／弘田三枝子 - ひとり寝の子守唄／加藤登紀子 - 大衆賞 - 365歩のマーチ／水前寺清子 - 禁じられた恋／森山良子 - 新人賞 - 風／はしだのりひことシューベルツ - 長崎は今日も雨だった／内山田洋とクール・ファイブ - 真夜中のギター／千賀かほる - みんな夢の中／高田恭子 |
| 第7回ゴールデン・アロー賞     | - 音楽賞 - 森山良子 |
| 第7回レコード・アカデミー大賞 | - レコード･アカデミー大賞 - F＝ディースカウほか「ドイツ歌曲大全集」 |
| 第2回下谷賞                   | - 作曲賞 - 浦田健次郎「メタモルフォージス」 - 佳作 - 草野修「行進曲「若人の祭典」」 - 佳作 - 根岸誠「北風の吹く頃」 |
| 第2回日本有線大賞             | - 大賞 - 森進一「港町ブルース」 |
| 第2回全日本有線放送大賞       | - グランプリ - 青江三奈「長崎ブルース」 |
| 第2回日本作詩大賞             | - 大賞 - 森進一「花と蝶」（作詞:川内康範） |
| 第2回新宿音楽祭               | - 金賞 - はしだのりひことシューベルツ、高田恭子、斉条史朗 - 銀賞 - 千賀かほる、ビリーバンバン、箱崎晋一郎ほか - 銅賞 - 大川栄策ほか - 敢闘賞 - ズー・ニー・ヴーほか |
| 第1回サントリー音楽賞         | - 小林道夫 |
| 第1回'69作曲コンクール        | - グランプリ - 黛ジュン「恋人はあなた」 - 北上健「からだの中を風が吹く」 - ジ・オフコース「GRADUATE」 - 入賞 - 「星に願いを」 - 「恋のイパオビーチ」 - 「虹の恋」 - 「象のシワ」 - 「小ちゃな恋」 - 「黒い雨」 - 「幸福が通りすぎないうちに」 - 「あかりを消して」 - 「愛のお城」 - 「DON'T PASS ME BY」 - 「SPRING TIME」 |

## デビュー
- 1月 - キャッスル&ゲイツ／おはなし
- 1月12日 - レッド・ツェッペリン／『レッド・ツェッペリン I』
- 1月15日 - ビリー・バンバン／白いブランコ
- 2月 - 遠藤賢司／ほんとだよ
- 2月 - 小林啓子／こわれた愛のかけら
- 2月 - 高田渡／高田渡/五つの赤い風船
- 2月 - モコ・ビーバー・オリーブ／わすれたいのに
- 2月1日 - 内山田洋とクール・ファイブ／長崎は今日も雨だった
- 2月21日 - カルメン・マキ／時には母のない子のように
- 3月1日 - 高田恭子／みんな夢の中
- 3月1日 - 愛川みさ／誰にも云わないで
- 3月7日 - ジェネシス／『創世記』
- 3月10日 - 由紀さおり／夜明けのスキャット
- 4月5日 - 森田健作／夕陽の恋人
- 4月10日 - 加藤和彦／僕のおもちゃ箱
- 4月25日 - フィフィ・ザ・フリー／おやじのロック
- 5月10日 - トワ・エ・モワ／或る日突然
- 6月 - 大川栄策／目ン無い千鳥
- 6月 - 休みの国／休みの国
- 6月10日 - ちあきなおみ／雨に濡れた慕情
- 6月15日 - 新谷のり子／フランシーヌの場合
- 7月1日 - Kとブルンネン／何故に二人はここに
- 7月1日 - イエス／『イエス・ファースト・アルバム』
- 7月25日 - 長谷川きよし／別れのサンバ
- 8月 - ファニー・カムパニー／朝の光が輝く時
- 8月1日 - 小川ローザ／風が落した涙
- 8月10日 - 嶋崎由理／夕陽の男
- 8月10日 - 千賀かほる／真夜中のギター
- 8月10日 - 永田英二（現・長田栄二）／あこがれ
- 8月10日 - 堀江美都子／紅三四郎
- 8月15日 - 兼田みえ子／私もあなたと泣いていい？
- 9月 - 泉ちどり／緋ざくら仁義
- 9月 - 串田アキラ／からっぽの青春
- 9月 - シュリークス／君よ!人生は
- 9月1日 - アンドレ・カンドレ（現・井上陽水）／カンドレ・マンドレ
- 9月1日 - 中山千夏／あなたの心に
- 9月1日 - 松前ひろ子／さいはての恋
- 9月25日 - ザ・キッパーズ／風のふるさと
- 9月25日 - 藤圭子／新宿の女
- 9月25日 - ブレッド&バター／傷だらけの軽井沢
- 9月27日 - エイプリル・フール／Apryl Fool
- 10月1日 - ピーター／夜と朝のあいだに
- 10月1日 - ベッツィ&クリス／白い色は恋人の色
- 10月5日 - 皆川おさむ／黒ネコのタンゴ
- 10月9日 - カーペンターズ／『オファリング（後に『涙の乗車券』に改題）』（原題："Offering (Ticket to Ride)"）
- 10月10日 - キング・クリムゾン／『クリムゾン・キングの宮殿』
- 11月 - 上條恒彦／雨よふれ
- 11月 - 菅原文太／関東テキヤブルース
- 11月 - 平浩二／なぜ泣かす
- 11月 - 田中小夜子（葛城ユキ）／夜を返して
- 11月5日 - 日吉ミミ／おじさまとデート
- 11月10日 - 辺見マリ／ダニエル・モナムール
- 12月 - ソルティー・シュガー／ああ大学生
- 月日不明 - 金田たつえ／江州音頭／河内音頭
- 月日不明 - クール&ザ・ギャング／Kool and the Gang
- 月日不明 - 芹洋子／野に咲くバラのように
- 月日不明 - 泉谷広[注 2]（現・森本英世）／隼人のテーマ

## 解散・活動休止
- アウト・キャスト
- アダムス
- アニマルズ
- アメリカン・ブリード
- 13thフロア・エレベーターズ
- エイプリル・フール
- ザ・カーナビーツ（9月）
- ザ・サニー・ファイブ
- ザ・シャーラタンズ
- ザ・ダーツ
- ザ・ダイナマイツ
- ザ・タックスマン
- ザ・ハード
- ザ・パーラメンツ
- ザ・ビーバーズ
- ザ・フィンガーズ
- ザ・マミーズ
- ザ・ワンダース
- シャープ・ホークス
- ジャックス（8月）
- スパンキー&アワ・ギャング
- スペンサー・デイヴィス・グループ
- 東京コラリアーズ
- ブラインド・フェイス
- ポニーズ
- マンフレッド・マン
- ラヴィン・スプーンフル
- レフト・バンク

## 誕生
- 1月3日 - 黒瀬蛙一（東京都、ドラマー、元flow-war）
- 1月3日 - 吉田栄作（神奈川県、俳優・歌手）
- 1月4日 - 上条欽也/上条森也（群馬県、歌手、PENPALS）
- 1月5日 - マリリン・マンソン（、歌手、マリリン・マンソン）
- 1月13日 - 津谷正人（広島県、ベーシスト、元ZIGGY）
- 1月14日 - デイヴ・グロール（、ニルヴァーナのドラマー/フー・ファイターズのボーカリスト・ギタリスト）
- 1月15日 - BOSE（岡山県、ヒップホップMC、スチャダラパー）
- 1月16日 - デッド（、歌手、メイヘム、*1991年）
- 1月17日 - ティエスト（、DJ）
- 1月18日 - ジム・オルーク（、作曲家・マルチプレイヤー）
- 1月19日 - 佐野信義（静岡県、ゲーム作曲家）
- 1月25日 - 浅岡雄也（東京都、歌手、元FIELD OF VIEW）
- 1月27日 - 小山田圭吾（東京都、シンガーソングライター・作曲家、元フリッパーズ・ギター/METAFIVE）
- 1月29日 - hyde（和歌山県、歌手、L'Arc〜en〜Ciel/元VAMPS）
- 1月31日 - 深沼元昭（歌手、PLAGUES/Mellowhead/GHEEE）
- 2月1日 - 宮上元克（東京都、ドラマー、元THE MAD CAPSULE MARKETS/元rally/ACE OF SPADES）
- 2月6日 - 福山雅治（長崎県、シンガーソングライター・俳優）
- 2月12日 - アンネリ・ドレッカー（、歌手、ベル・カント）
- 2月14日 - マルシア（、歌手・タレント）
- 2月19日 - かとうれいこ（埼玉県、タレント・元歌手）
- 2月22日 - 菊地哲（東京都、ドラマー、D'ERLANGER/元ZI:KILL/元CRAZE）
- 2月22日 - 鈴木早智子（東京都、Wink）
- 2月22日 - 渡瀬マキ（三重県、歌手、LINDBERG）
- 2月26日 - 崎元仁（東京都、ゲーム作曲家）
- 2月27日 - Higuchinsky（、ミュージックビデオ監督）
- 2月27日 - 富田靖子（神奈川県、女優・元歌手）
- 3月3日 - 金子美香（千葉県、歌手、元Betty Blue/元Paradise Lost）
- 3月5日 - 夏樹リオ（東京都、声優・元歌手）
- 3月8日 - 藤井謙二（広島県、ギタリスト、元THE BARRETT/The Birthday/FTK&K）
- 3月8日 - ドゥルス・ポンテス（、歌手）
- 3月11日 - 井浦秀知（東京都、元俳優・元歌手）
- 3月14日 - 山口智充（大阪府、歌手・お笑いタレント、元DonDokoDon/元くず）
- 3月18日 - 芳本美代子（山口県、女優・元歌手）
- 3月19日 - Mana（広島県、ギタリスト、元MALICE MIZER/Moi dix Mois）
- 3月25日 - ジェフ・ウォーカー（、歌手、カーカス）
- 3月28日 - 的場浩司（埼玉県、俳優・タレント・元歌手）
- 3月29日 - 石川智晶（東京都、歌手、元See-Saw）
- 3月30日 - 樹原亜紀（神奈川県、歌手、元おニャン子クラブ/元ニャンギラス）
- 3月31日 - KYONO（神奈川県、歌手、元THE MAD CAPSULE MARKETS/WAGDUG FUTURISTIC UNITY）
- 4月3日 - NARASAKI（東京都、歌手・ギタリスト、COALTAR OF THE DEEPERS/特撮）
- 4月3日 - クハラカズユキ（北海道、ドラマー、元THEE MICHELLE GUN ELEPHANT/The Birthday）
- 4月4日 - ピョートル・アンデルジェフスキ（、ピアニスト）
- 4月5日 - 杉浦幸（東京都、女優・元歌手）
- 4月5日 - 千堂あきほ（兵庫県、女優・タレント・元歌手）
- 4月6日 - KO-HEY（大阪府、ドラマー、元Skoop On Somebody）
- 4月11日 - 森高千里（熊本県、シンガーソングライター）
- 4月20日 - 遠藤直人（東京都、元歌手、元忍者）
- 4月20日 - 大沢樹生（東京都、歌手・俳優、元光GENJI）
- 4月21日 - 久宝留理子（兵庫県、歌手）
- 4月24日 - ダヴィット・ティム（、ピアニスト）
- 4月25日 - ENGIN（京都府、ヒップホップダンサー・俳優）
- 4月28日 - SUNAO（東京都、ギタリスト、abingdon boys school）
- 4月30日 - 鈴木圭介（歌手、フラワーカンパニーズ）
- 5月9日 - イワイエイキチ（福岡県、ベーシスト、チリヌルヲワカ）
- 5月10日 - 山根英晴（ベーシスト、THE STREET BEATS）
- 5月13日 - 童子-T（神奈川県、ヒップホップMC、ZINGI）
- 5月17日 - 五十嵐充（神奈川県、ミュージシャン、元Every Little Thing）
- 5月18日 - 沖井礼二（広島県、ミュージシャン、元Cymbals/TWEEDEES）
- 5月18日 - 槇原敬之（大阪府、シンガーソングライター）
- 5月20日 - 高橋和也（東京都、シンガーソングライター、元男闘呼組）
- 5月21日 - 岡本健一（東京都、シンガーソングライター、元男闘呼組）
- 5月22日 - 宇多丸（東京都、ヒップホップMC、RHYMESTER）
- 5月23日 - 宮崎隆睦（兵庫県、ミュージシャン、元T-SQUARE）
- 5月29日 - 正木慎也（俳優・タレント・元歌手、元忍者）
- 6月1日 - 堀込高樹（埼玉県、歌手、キリンジ）
- 6月1日 - 五十嵐広行（広島県、プロデューサー・元ダンサー、EXILE）
- 6月3日 - 貴水博之（埼玉県、歌手、access）
- 6月3日 - 嶺川貴子（歌手、元L⇔R）
- 6月5日 - ブライアン・マックナイト（、シンガーソングライター）
- 6月6日 - 五島良子（愛知県、歌手）
- 6月9日 - コバヤシケン（サクソフォニスト、KEMURI）
- 6月11日 - 三木拓次（大阪府、ギタリスト、元RAZZ MA TAZZ、+2002年）
- 6月12日 - 白石麻子（東京都、元歌手、元おニャン子クラブ/元ニャンギラス）
- 6月15日 - アイス・キューブ（、ラッパー）
- 6月19日 - KABA.ちゃん（福岡県、振付師、元dos）
- 7月4日 - キタダマキ（静岡県、ベーシスト、Syrup 16g）
- 7月8日 - SUGIZO（神奈川県、元LUNA SEA）
- 7月13日 - 葉山レイコ（愛知県、女優・元歌手）
- 7月13日 - マーク・グリーンウェイ（、歌手、ナパーム・デス）
- 7月18日 - 阿久のぶひろ （大阪府、シンガーソングライター、元RAZZ MA TAZZ）
- 7月21日 - 井上昌己（愛媛県、歌手）
- 7月24日 - クリスティアン・ゲルハーヘル（、歌手）
- 7月24日 - ジェニファー・ロペス（、女優・歌手）
- 7月24日 - 松下敦（長崎県、ドラマー、ZAZEN BOYS/TOKYO MOOD PUNKS）
- 7月27日 - 和田青児（福島県、演歌歌手）
- 7月28日 - 塚田彩湖（愛知県、歌手、PINK SAPPHIRE）
- 7月28日 - 木村真也（青森県、キーボーディスト、WANDS）
- 7月29日 - 亀川千代（ベーシスト、元ゆらゆら帝国/元ガセネタ）
- 8月2日 - ヤン・アクセル・ブロンベルク（、ドラマー、元メイヘム/元ザ・コヴナント/アークチュラス）
- 8月3日 - 三嶋章夫（京都府、プロデューサー）
- 8月6日 - KEN（ギタリスト、元Crybaby/元ZI:KILL/）
- 8月7日 - アレクセイ・スルタノフ（、ピアニスト、+2005年）
- 8月13日 - 武田雅治（大阪府、歌手、Skoop On Somebody）
- 8月17日 - ドニー・ウォルバーグ（、ミュージシャン・俳優、ニュー・キッズ・オン・ザ・ブロック）
- 8月24日 - 川島道行（岩手県、歌手、BOOM BOOM SATELLITES、+2016年）
- 8月26日 - マユミーヌ（神奈川県、歌手、たつやくんとマユミーヌ）
- 8月26日 - 中川敬輔（長崎県、ベーシスト、Mr.Children）
- 8月27日 - 浅田信一（静岡県、歌手、元SMILE）
- 8月29日 - トオル（東京都、ドラマー、ギターウルフ）
- 8月30日 - ディミトリス・スグロス（、ピアニスト）
- 9月5日 - 國府田マリ子（埼玉県、声優・歌手、元DROPS）
- 9月17日 - キース・フリント（、歌手、プロディジー、+2019年）
- 9月19日 - キャンディ・ダルファー（、サックス奏者）
- 9月22日 - 渡辺真美（東京都、歌手、B.B.クィーンズ/元Mi-Ke）
- 9月23日 - 鈴木杏樹（大阪府、歌手、女優・元歌手）
- 9月24日 - 田原健一（福岡県、ギタリスト、Mr.Children）
- 9月27日 - グレートマエカワ（ベーシスト、フラワーカンパニーズ）
- 9月28日 - 仙道敦子（愛知県、女優・元歌手）
- 9月28日 - 渡辺美奈代（愛知県、タレント・歌手）
- 10月1日 - 横山健（東京都、歌手・ギタリスト、Hi-STANDARD/BBQ CHICKENS）
- 10月1日 - 宮永治郎（東京都、ギタリスト、water）
- 10月2日 - 笠原康哉（兵庫県、歌手、PaniCrew）
- 10月2日 - 山瀬まみ（神奈川県、タレント・歌手）
- 10月3日 - tetsuya（ベーシスト、L'Arc〜en〜Ciel）
- 10月3日 - グウェン・ステファニー（、歌手、ノー・ダウト）
- 10月6日 - オザワ部長（神奈川県、吹奏楽作家）
- 10月8日 - 下地イサム（沖縄県、歌手）
- 10月9日 - EDDIE LEGEND（東京都、歌手、MAD3）
- 10月12日 - 板谷祐（神奈川県、歌手、元ZI:KILL/THE SLUT BANKS/元CRAZE）
- 10月16日 - ウェンディ・ウィルソン（、歌手、ウィルソン・フィリップス）
- 10月17日 - 岸利至（千葉県、音楽プロデューサー、abingdon boys school）
- 10月17日 - ワイクリフ・ジョン（ ハイチ、ミュージシャン）
- 10月21日 - 安原麗子（神奈川県、女優・声優、元少女隊）
- 10月24日 - 及川光博（東京都、シンガーソングライター）
- 10月25日 - 山口由子（愛媛県、歌手）
- 10月26日 - Sammy（鹿児島県、歌手）
- 10月29日 - スギム（大阪府、歌手、クリトリック・リス）
- 10月29日 - 陶晶瑩（、歌手）
- 10月31日 - TOKI（東京都、歌手、元Kill=slayd/C4）
- 11月4日 - ショーン・コムズ（、歌手）
- 11月7日 - エレーヌ・グリモー（、ピアニスト）
- 11月11日 - 田中晶子（大阪府、ヴァイオリニスト）
- 11月14日 - 鈴木英哉（東京都、ドラマー、Mr.Children）
- 11月14日 - 西川弘剛（奈良県、ギタリスト、GRAPEVINE）
- 11月17日 - 置鮎龍太郎（福岡県、声優・歌手、元E.M.U）
- 11月17日 - 木村一八（大阪府、俳優・元歌手）
- 11月19日 - 浜口史郎（福岡県、作曲家）
- 11月20日 - 芙苑晶（ミュージシャン、幻覚植物研究所/元ファー・イースト・アシッド・ハウス・クワルテット、もしくはLSD解放同盟）
- 11月20日 - 櫻澤泰徳（東京都、ドラマー、ZIGZO/Rayflower/元L'Arc〜en〜Ciel/元SONS OF ALL PUSSYS/Lion Heads）
- 11月24日 - 草地章江（東京都、歌手）
- 11月24日 - DEV LARGE（東京都、ヒップホップMC、BUDDHA BRAND、+2015年）
- 11月29日 - たいせい（大阪府、ミュージシャン・音楽プロデューサー、元シャ乱Q/元市井紗耶香 in CUBIC-CROSS）
- 12月4日 - ジェイ・Z（、ヒップホップMC）
- 12月31日 - 大黒摩季（北海道、シンガーソングライター）
- 12月3日 - ビル・スティアー（、ギタリスト、カーカス/ナパーム・デス）
- 12月4日 - 浅香唯（宮崎県、歌手）
- 12月4日 - ミスター小西（ドラマー、フラワーカンパニーズ）
- 12月6日 - ゴンガーシホ（静岡県、ギタリスト、speena）
- 12月13日 - 柴崎浩（東京都、ギタリスト、abingdon boys school/WANDS/al.ni.co）
- 12月13日 - 古本新乃輔（東京都、女優・声優・元歌手）
- 12月16日 - マリオス・イリオポウロス（、ギタリスト、元エグズメーション/ナイトレイジ）
- 12月20日 - 池森秀一（北海道、歌手、DEEN）
- 12月20日 - 横山智佐（東京都、声優・歌手）
- 12月21日 - 竹安堅一（愛知県、歌手、フラワーカンパニーズ）
- 12月26日 - 妹尾武（兵庫県、ピアニスト、KOBUDO -古武道-）
- 月日不明 - フカツマサカズ（、ミュージックビデオ監督）

## 死去
- 1月4日 - ポール・チェンバース（、ジャズ・ベーシスト、*1935年）
- 2月2日 - ジョヴァンニ・マルティネッリ（、テノール歌手、*1885年）
- 2月20日 - エルネスト・アンセルメ（、指揮者、*1883年）
- 4月14日 - ロベルト・フィルポ（、タンゴのピアニスト・作曲家、*1884年）
- 5月19日 - コールマン・ホーキンス（、ジャズ・サックス奏者、*1904年）
- 6月22日 - ジュディ・ガーランド（、歌手・女優、*1922年）
- 7月3日 - ブライアン・ジョーンズ（、ローリング・ストーンズ、*1942年）
- 7月5日 - ヴィルヘルム・バックハウス（、ピアニスト、*1884年）
- 12月1日 - マジック・サム（、ブルースシンガー・ギタリスト、*1937年）